# Helong
Helong (chiń. 和龙; pinyin Hélóng; kor. 화룡, Hwaryong) – miasto na prawach powiatu w północno-wschodnich Chinach, w prowincji Jilin, na terenie koreańskiej prefektury autonomicznej Yanbian.
Powierzchnia całkowita miasta Helong wynosi 5069 km². Miasto zamieszkuje 210 719 ludzi, z czego 53,5% populacji stanowią Koreańczycy (dane z 2006 roku).
Miasto od 742 do 756 roku było stolicą koreańskiego państwa Balhae, zwaną wówczas Centralną stolicą (chin. 中京; Zhongjing).